# A.S.P. Air Strike Patrol
A.S.P. Air Strike Patrol è uno sparatutto isometrico sviluppato dalla SETA per SNES nel 1994, adattato per il mercato europeo dallo sviluppatore  System 3 e distribuito come Desert Fighter lo stesso anno.
Il gioco è ispirato agli eventi della Guerra del Golfo degli anni novanta e vede un pilota dalla Air Strike Patrol fermare Zarak prima dell'invasione di Sweit.